# Impresora

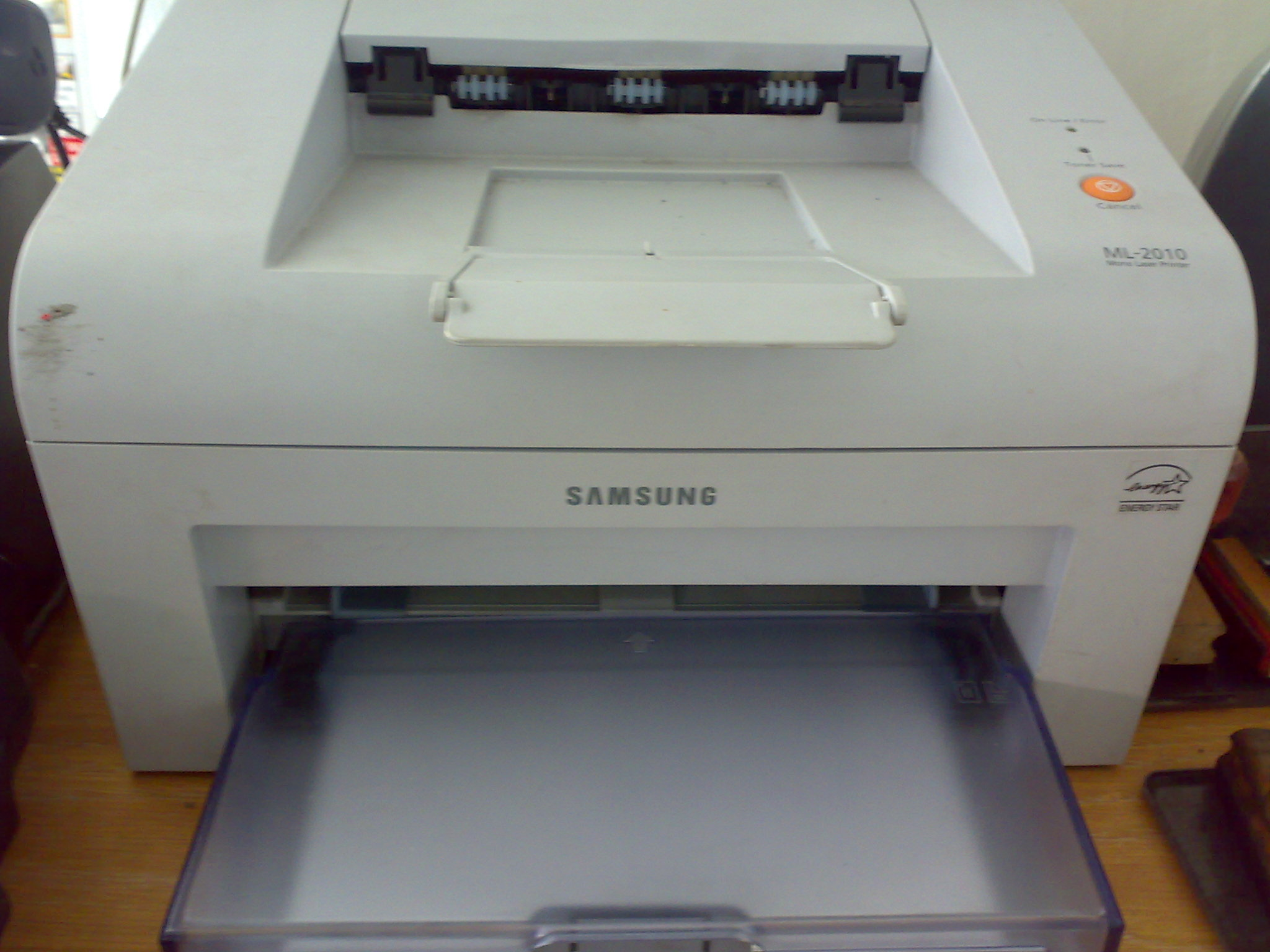
Una impresora Samsung.

Una impresora es un dispositivo periférico de salida de la computadora que permite producir una gama permanente de textos o gráficos de documentos almacenados en un formato electrónico, imprimiéndolos en medios físicos, normalmente en papel, utilizando cartuchos de tinta o tecnología láser (con tóner).
Muchas de las impresoras son usadas como periféricos de salida, y están permanentemente unidas a la computadora por un cable. Otras impresoras, llamadas impresoras de red, tienen una interfaz de red interno (típicamente inalámbricas o por cable ethernet), y que puede servir como un dispositivo para imprimir en papel algún documento para cualquier usuario de la red.
Además, muchas impresoras modernas permiten la conexión directa de aparatos de multimedia electrónicos como las tarjetas CompactFlash, Secure Digital o Memory Stick, memorias USB, o aparatos de captura de imagen como cámaras digitales y escáneres. También existen aparatos multifunción que constan de impresora, escáner o máquinas de fax en un solo aparato. Una impresora combinada con un escáner puede funcionar básicamente como una fotocopiadora.
Son diseñadas para realizar trabajos repetitivos de poco volumen, que no requieran virtualmente un tiempo de configuración para conseguir una copia de un determinado documento. Sin embargo, las impresoras son generalmente dispositivos lentos (10 páginas por minuto es considerado rápido), y el gasto por página es relativamente alto.
Para trabajos de mayor volumen existen las imprentas, que son máquinas que realizan la misma función que las impresoras pero están diseñadas y optimizadas para realizar trabajos de impresión de gran volumen, como sería la impresión de periódicos. Las imprentas son capaces de imprimir cientos de páginas por minuto o más.

## Clasificación de  las impresoras por mecanismo
En general, las impresoras se pueden dividir en categorías siguiendo diversos criterios.
La distinción más común se hace entre:
- impresoras de impacto: se dividen en,
  - impresoras matriciales (pueden subdividirse según el número de agujas que contiene el cabezal de impresión: 9, 18, 24),
  - impresoras de margarita;
- impresoras sin impacto: abarcan todos los demás tipos de mecanismos de impresión, incluyendo:
  - impresoras térmicas,
  - impresoras de inyección o impresoras de chorro de tinta,
  - impresoras láser.

Además, se pueden seguir los siguientes criterios para clasificar las impresoras:
- tecnología de impresión,
- formación de los caracteres,
- método de transmisión,
- método de impresión,
- capacidad de impresión.

### Formación de los caracteres
- Caracteres con trazo continuo: los caracteres formados totalmente con trazo continuo (los producidos por una impresora de margarita, por ejemplo).
- Caracteres de puntos matriciales: caracteres matriciales compuestos por patrones de puntos independientes (impresoras: matriciales, de inyección y térmicas).

Técnicamente, las impresoras láser son matriciales, pero la nitidez de la impresión y el tamaño reducido de los puntos impresos con alta densidad, se puede considerar que los trazos de sus caracteres son continuos.

### Método de transmisión
Esta clasificación se refiere al medio utilizado para enviar los datos a la impresora:
- Paralelo: transmisión byte a byte.
- Serie: transmisión bit a bit.

Muchas versiones de impresoras estaban disponibles en paralelo y en serie, e incluso incorporaban ambas opciones, aumentando la flexibilidad para instalarlas. Actualmente, la tendencia es a favor de las impresoras en serie, a través del estándar USB.

### Método de impresión
- Carácter a carácter: las impresoras de caracteres son las impresoras:
  - matriciales,
  - de inyección de tinta,
  - térmicas,
  - de margarita.
- Línea a línea: se utilizan frecuentemente en grandes instalaciones (p. e.: centros de cálculo, entornos industriales). Las impresoras de líneas se subdividen en impresoras:
  - de cinta,
  - de cadena,
  - de tambor.
- Página a página: entre las impresoras de páginas se encuentran las electrofotográficas, como las impresoras láser.

### Capacidad de impresión
- Solo texto: la mayoría de impresoras de margarita y de bola pueden imprimir solamente textos, aunque también existen impresoras matriciales y láser que imprimen solamente caracteres.
- Texto y gráficos: pueden reproducir solamente caracteres previamente grabados, en relieve o en forma de mapa de caracteres interno. Las impresoras de textos y gráficos, reproducen todo tipo de imágenes dibujándolas como patrones de puntos:
  - matriciales,
  - de inyección de tinta,
  - láser.

### Velocidad de impresión y calidad del impreso
Los distintos tipos de impresoras se diferencian en la velocidad de impresión y en la calidad del producto impreso.
Las impresoras de caracteres, como las matriciales, imprimen en un rango de velocidad entre 200 y 400 caracteres por segundo (cps), que supone de 90 a 180 líneas por minuto (lpm). Las impresoras de línea presentan un amplio rango de velocidades, desde 400 a 2000 líneas por minuto. La velocidad de las impresoras de página oscila entre 4 y 800 páginas por minuto (ppm) para impresiones en blanco y negro, y la décima parte para la impresión en color.

## Métodos de impresión

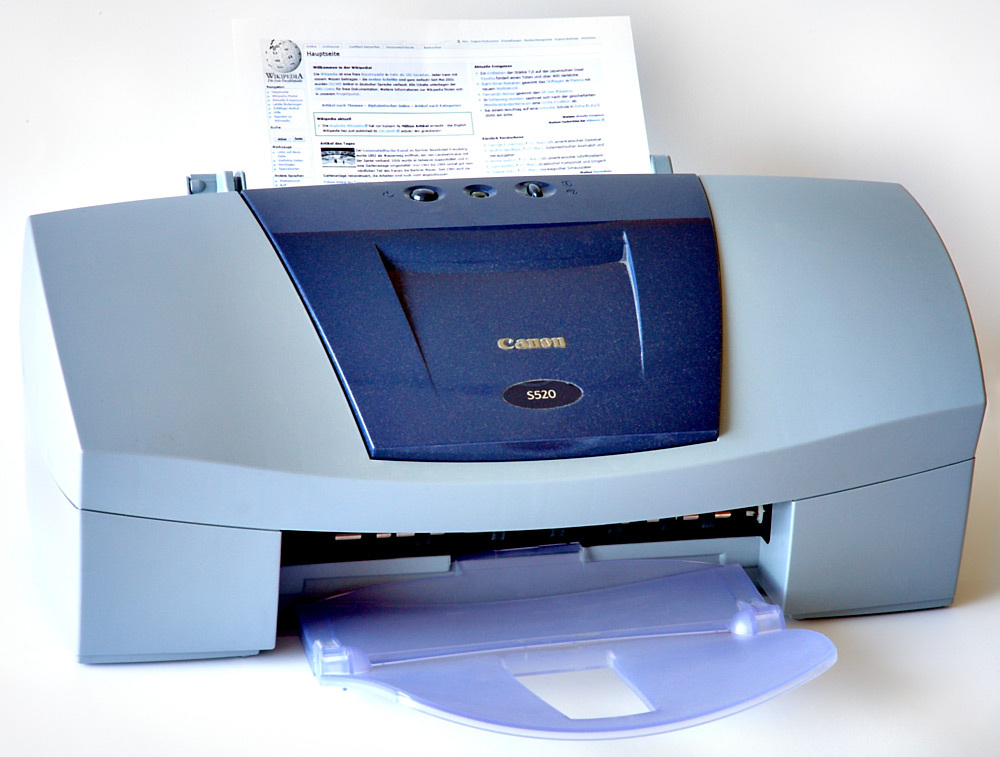
Impresora Canon.

La elección del motor de compresión tiene un efecto substancial en los trabajos a los que una impresora está destinada. Hay diferentes tecnologías que tienen diferentes niveles de calidad de imagen, velocidad de impresión, coste, ruido y además, algunas tecnologías son inapropiadas para ciertos tipos de medios físicos (como papel carbón o transparencias).
Otro aspecto de la tecnología de impresión que es frecuentemente olvidado es la resistencia a la alteración: la tinta líquida como de una cabeza de inyección de tinta es absorbida por las fibras del papel, y por eso los documentos impresos con tinta líquida son más difíciles de alterar que los que están impresos por tóner o tinta sólida, que no penetran por debajo de la superficie del papel.

### Tóner
Las impresoras láser e impresoras térmicas utilizan este método para adherir tóner al medio. Trabajan utilizando el principio de la xerografía que está funcionando en la mayoría de las fotocopiadoras: adhiriendo tóner a un tambor de impresión sensible a la luz, y utilizando electricidad estática para transferir el tóner al medio de impresión al cual se une gracias al calor y la presión.
Las impresoras láser son conocidas por su impresión de alta calidad, buena velocidad de impresión y su bajo costo por copia; son las impresoras más comunes para muchas de las aplicaciones de oficina de propósito general. Son menos utilizadas por el consumidor, generalmente debido a su alto coste inicial. Las impresoras láser están disponibles tanto en color como en monocromo.
El advenimiento de láseres de precisión a precio razonable ha hecho a la impresora monocromática basada en tóner dominante en aplicaciones para la oficina. Otro tipo de impresora basada en tóner es la impresora led la cual utiliza una colección de ledes en lugar de láser para causar la adhesión del tóner al tambor de impresión. El tóner, también denominado tinta seca por analogía funcional con la tinta, es un polvo fino, normalmente de color negro, que se deposita en el papel que se pretende imprimir por medio de atracción electrostática.(del inglés, toner).

### Inyección de tinta
Las impresoras de inyección de tinta (Ink Jet) rocían hacia el medio cantidades muy pequeñas de tinta, usualmente unos picolitros. Para aplicaciones de color, incluyendo impresión de fotos, los métodos de chorro de tinta son los dominantes, ya que las impresoras de alta calidad son poco costosas de producir. Virtualmente todas las impresoras de inyección son dispositivos en color; algunas, conocidas como impresoras fotográficas, incluyen pigmentos extra para una mejor reproducción de la gama de colores necesaria para la impresión de fotografías de alta calidad (y son adicionalmente capaces de imprimir en papel fotográfico, en contraposición al papel normal de oficina)
Existen dos métodos para inyectar la tinta:
1. Método térmico. Un impulso eléctrico produce un aumento de temperatura (aprox. 480 °C durante microsegundos) que hace hervir una pequeña cantidad de tinta dentro de una cámara formando una burbuja de vapor que fuerza su salida por los inyectores. Al salir al exterior, este vapor se condensa y forma una minúscula gota de tinta sobre el papel. Después, el vacío resultante arrastra nueva tinta hacia la cámara. Este método tiene el inconveniente de limitar en gran medida la vida de los inyectores, por eso estos inyectores se encuentran en los cartuchos de tinta.
2. Método piezoeléctrico. Cada inyector está formado por un elemento piezoeléctrico que, al recibir un impulso eléctrico, cambia de forma aumentando bruscamente la presión en el interior del cabezal provocando la inyección de una partícula de tinta. Su ciclo de inyección es más rápido que el térmico.

### Tinta sólida
Las impresoras de tinta sólida, también llamadas de cambio de fase, son un tipo de impresora de transferencia térmica pero utiliza barras sólidas de tinta en color CMYK (similar en consistencia a la cera de las velas). La tinta se derrite y alimenta una cabeza de impresión operada por un cristal piezoeléctrico (por ejemplo cuarzo). La cabeza distribuye la tinta en un tambor engrasado. El papel entonces pasa sobre el tambor al tiempo que la imagen se transfiere al papel.
Son comúnmente utilizadas como impresoras en color en las oficinas, ya que son excelentes imprimiendo transparencias y otros medios no porosos, y pueden conseguir grandes resultados. Los costes de adquisición y utilización son similares a las impresoras láser.
Las desventajas de esta tecnología son el alto consumo energético y los largos periodos de espera (calentamiento) de la máquina. También hay algunos usuarios que se quejan de que la escritura es difícil sobre las impresiones de tinta sólida (la cera tiende a repeler la tinta de los bolígrafos), y son difíciles de alimentar de papel automáticamente, aunque estos rasgos han sido significantemente reducidos en los últimos modelos. Además, este tipo de impresora solo se puede obtener de un único fabricante, Xerox, como parte de su línea de impresoras de oficina Xerox Phaser. Previamente las impresoras de tinta sólida fueron fabricadas por Tektronix, pero vendió su división de impresión a Xerox en el año 2000.

### Impacto

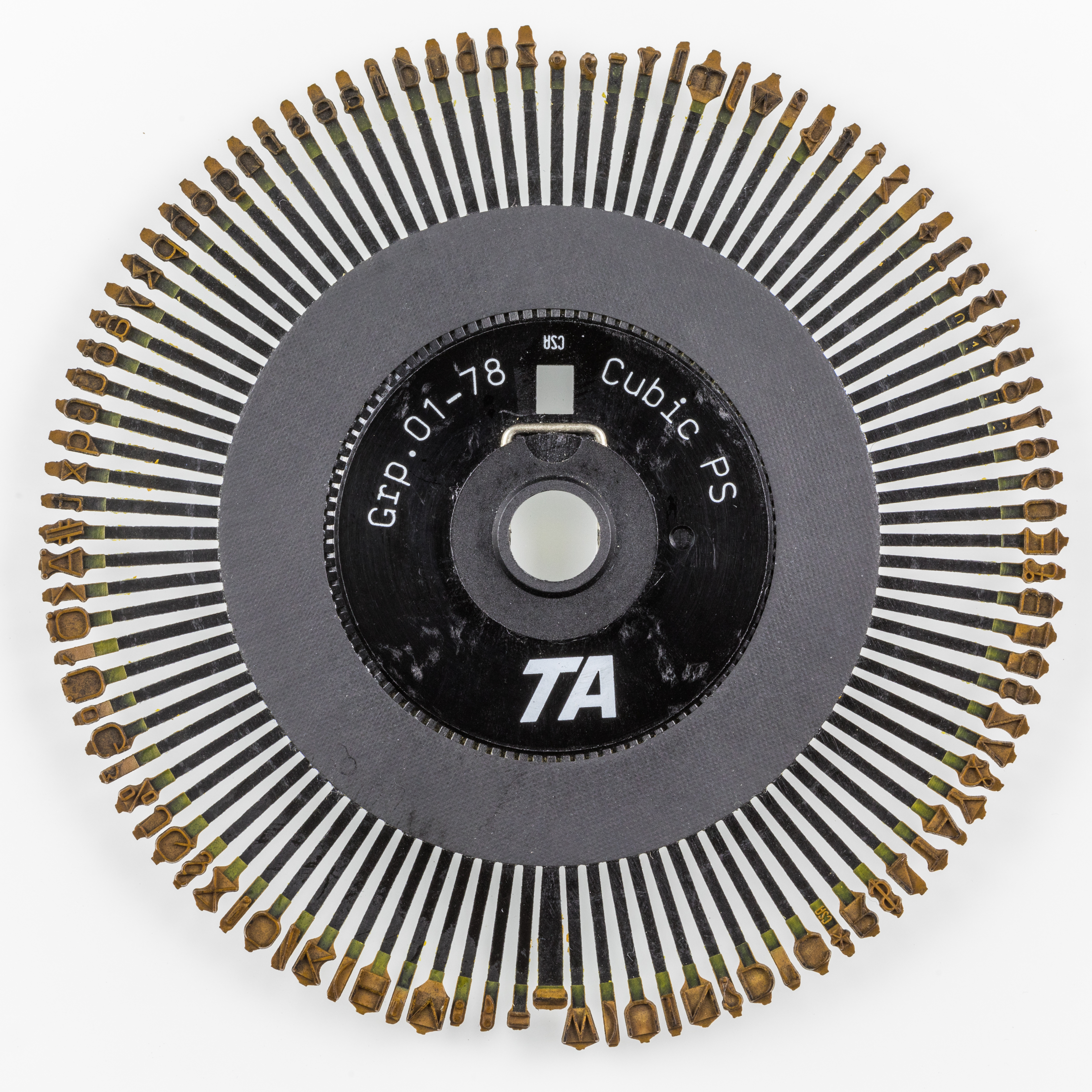
Margarita de impresión.

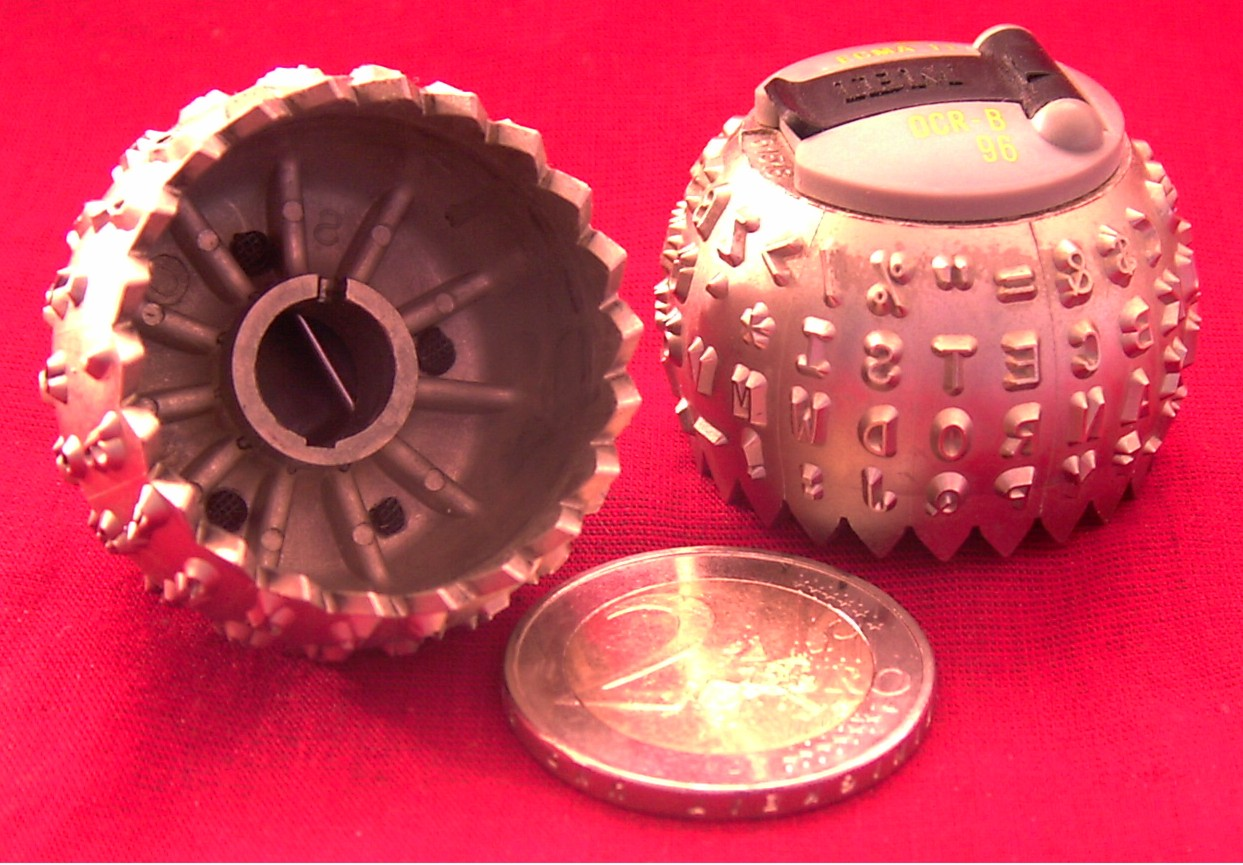
Bolas de impresión.

Las impresoras de impacto o impresoras de golpe se basan en la fuerza de impacto para transferir tinta al medio, de forma similar a las máquinas de escribir, están generalmente limitadas a reproducir texto. En su momento dominaron la impresión de calidad. Hay dos tipos principales:
1. Impresora de margarita, llamada así por tener los tipos contenidos radialmente en una rueda, de ahí su aspecto de una margarita.
2. Impresora de rueda, llamada así por tener todos los tipos contenidos en una esfera. Es el caso de las máquinas de escribir eléctricas IBM Selectric.

Las impresoras de impacto trabajan con un cabezal en el que hay agujas, estas agujas golpean una cinta, similar al de una máquina de escribir, que genera la impresión de la letra.

#### Matriz de puntos
En el sentido general, muchas impresoras se basan en una matriz de muchos píxeles o puntos que, juntos, forman la imagen más grande. Sin embargo, el término matriz o de puntos se usa específicamente para las impresoras de impacto que utilizan una matriz de pequeños alfileres para crear puntos precisos. Dichas impresoras son conocidas como matriciales. La ventaja de la matriz de puntos sobre otras impresoras de impacto es que estas pueden producir imágenes gráficas además de texto. Sin embargo, el texto es generalmente de calidad más pobre que las impresoras basadas en impacto de tipos.
Algunas sub-clasificaciones de impresoras de matriz de puntos son las impresoras de alambre balístico y las impresoras de energía almacenada.
Las impresoras de matriz de puntos pueden estar basadas bien en caracteres o bien en líneas, refiriéndose a la configuración de la cabeza de impresión.

### Sublimación de tinta
Las impresoras de sublimación de tinta emplean un proceso de impresión que utiliza calor para transferir tinta a medios como tarjetas de plástico, papel o lienzos. El proceso consiste usualmente en poner un color cada vez utilizando una cinta que tiene paneles de color. Estas impresoras están principalmente pensadas para aplicaciones de color de alta calidad, incluyendo fotografía en color, y son menos recomendables para texto. Primeramente utilizadas en las copisterías, cada vez más se están dirigiendo a los consumidores de impresoras fotográficas.

### Térmica
Las impresoras térmicas se basan en una serie de agujas calientes que recorren el papel termosensible que al contacto se vuelve de color negro. Por su bajo coste, son muy usadas en los cajeros automáticos y supermercados.

## Memoria de las impresoras
Las impresoras llevan consigo memoria interna. Van desde los 6 KB en las impresoras matriciales hasta como mínimo 2 MB en las impresoras láser.
Actualmente en las láser venden módulos de memoria independientes para ampliar la capacidad de la misma.
La memoria se usa como búfer y como almacenamiento permanente y semipermanente. Además su uso es necesario porque el tratamiento de gráficos vectoriales y el diseño de fuentes en mapa de bits consumen memoria.
El búfer es utilizado para mantener trabajos de impresión activos y la permanencia se utiliza para almacenar el diseño de las fuentes y los datos.

## Conexión de impresora
La conexión de la impresora con el computador ha ido evolucionando conllevando a la mejora de rendimiento de impresión y comodidad de usuario.
La forma más antigua de conexión era mediante puerto serie en donde la transferencia se hacía bit a bit, permitía distancias largas con velocidades lentas que no superaban los 19 200 bytes/segundo.
Se elevó hasta la conexión mediante puerto paralelo en la que las transferencias eran byte a byte permitiendo 8 conexiones paralelas consiguiendo una velocidad más rápida entre los ½ MB/segundo hasta los 4 MB/segundo. El inconveniente era la limitación de la distancia del cable que une la impresora con el computador ya que no permite una longitud mayor de 2 metros.
Otra forma de conexión se consiguió poniendo la impresora en red Ethernet mediante conexiones RJ-45 basadas en el estándar IEEE 802.3.
Las velocidades conseguidas superan los 10 Mb/segundo basada en el manejo de paquetes. No hay que confundirla con una impresora compartida, ya que las impresoras en red operan como un elemento de red con dirección IP propia.
Otro método de conexión más actual es por medio de puertos USB (Universal Serial Bus). La velocidad vuelve a mejorar con 480Mb/segundo con las ventajas que conlleva el puerto USB: compatibilidad con varios sistemas y la posibilidad de usarla en dispositivos portátiles.
Finalmente, la conexión inalámbrica Wi-Fi, mediante el protocolo IEEE 802.11, está siendo la más novedosa. Alcanza 300 Mb/segundo y funciona tanto para impresoras de tinta, láser o multifunción.
Aunque consigue menos velocidad que las conectadas por USB, las wifi proporcionan ventajas tales como la autonomía, la movilidad y libertad del usuario sin la utilización de cables. Para la correcta utilización y evitar accesos no deseados deberemos cifrar la red.

## Lenguajes de descripción de página y formatos de impresión
Un “lenguaje de descripción de página” (PDL) es un medio de codificar cada elemento de un documento para poder así transmitirlo a la impresora para que esta lo imprima. Es el medio que define las características y composición que describirían un documento impreso dentro de un flujo de datos. Hay varios tipos de PDL:
- PostScript
- Printer Command Language (PCL), lenguaje de control de impresora
- HPGL, para plóteres

## Formatos de definición de caracteres:Truetype
Fue creado por Apple para no depender tecnológicamente de los tipos PostScript de Adobe, pero su calidad resultó ser inferior. Fue comprada por Microsoft lo cual ha contribuido a que no llegara a desaparecer. La principal fortaleza de TrueType es que ofrece a los diseñadores de fuentes un gran grado de control sobre la forma que sus fuentes se muestran a diferentes tamaños.
El problema con la mayoría de los programas es que no usan normalmente el truetype. En general cargan las fuentes en estilo Postscript y se descartan todas las insinuaciones; esto es una gran pérdida para fuentes con alta calidad. Aparte del diseño de la fuente, hay que tener en cuenta otras dos claves para la calidad de fuente: el perfil del carácter y la insinuación. Solo algunas fundiciones actualmente producen fuentes que exploten al máximo el potencial de insinuación de truetype. Ahora hay aplicaciones que convierten un Type 1 de Postscript en un truetype, pero son los manuscritos mejores que los generados automáticamente.

## Trazador de imagen
Los plóteres sirven para hacer impresiones de dibujo de planos de arquitectura, ingeniería, diseño industrial, etc., para la impresión de láminas, pósteres, ampliaciones fotográficas, gigantografías, carteles en rutas, vía pública, señalización, etc. Existen dos clases de plóter según el uso de sus tintas, a base de agua o disolventes. Un caso particular es el plóter de corte, que corta un medio adhesivo que luego se fijará a otra superficie, desde camisetas a carrocerías.

## Impresoras de color o de fotos
Existen dispositivos como celulares, que se utilizan en casas de revelado fotográfico o en el hogar. Estos dispositivos suelen ser conocidos como impresora fotográfica, impresora con calidad fotográfica o bases de impresión fotográfica. Estos dispositivos imprimen en color, produciendo imágenes que imitan el rango de colores y resoluciones de los métodos de revelado fotográfico previos a esta tecnología.

## El negocio de las impresoras

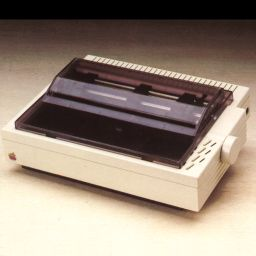
Impresora de transferencia térmica "Apple Scribe"

A menudo se utiliza el modelo comercial de las maquinillas y las cuchillas de afeitar en el negocio de las impresoras. Las compañías pueden vender una impresora por debajo de su coste, y obtener beneficios de los cartuchos de tinta, papel u otras partes que se reemplazan. Esto ha causado disputas legales respecto al derecho de otras compañías distintas al fabricante de la impresora de vender cartuchos de tinta compatibles o alternativos. Para proteger al modelo comercial de las maquinillas y las cuchillas de afeitar muchos fabricantes invierten considerables sumas en desarrollo de nuevas tecnologías y sus patentes.
Otros fabricantes, en reacción a los desafíos que trae este modelo comercial, apuntan a obtener mayores beneficios de las impresoras y menos de los cartuchos de tinta, promoviendo los menores precios de los cartuchos a través de campañas de publicidad. Esto genera dos propuestas bien diferentes: "impresora barata - tinta cara" o "impresora cara - tinta barata". Finalmente, la decisión del consumidor depende de su tasa de interés de referencia o su preferencia intertemporal.

### Renting como modelo para empresas
En el ámbito corporativo, ha surgido el renting de impresoras como alternativa al modelo tradicional. Este sistema permite a empresas, pymes y autónomos externalizar la gestión de impresoras mediante pagos periódicos, liberando recursos para actividades estratégicas. El modelo incluye típicamente:
- Equipos sin inversión inicial
- Mantenimiento, soporte técnico y reposición de consumibles (tóner, tinta)
- Flexibilidad para actualizar tecnología y ajustar capacidades según necesidades

Los contratos suelen durar 24 a 60 meses, convirtiendo gastos de capital (CAPEX) en gastos operativos (OPEX) con ventajas fiscales deducibles. Fabricantes como Ricoh, Kyocera o Xerox ofrecen estos servicios, donde el beneficio ya no proviene principalmente de los consumibles, sino de la gestión integral del parque de impresión. Este modelo se extiende también a fotocopiadoras y equipos de producción profesional.

## Cartuchos, tinta y papel
Tanto los cartuchos, como la tinta y el papel son 3 elementos imprescindibles para poder realizar copias con una impresora, y el saber escoger el elemento más adecuado en función del tipo de impresión que se pretende realizar puede aumentar el rendimiento de nuestra impresora hasta límites insospechados.

### Cartuchos
En el caso de las impresoras láser, la vida útil del cartucho depende de la cantidad de tóner que contenga y cuando el tóner se agota, el cartucho debe ser reemplazado. En el caso de que el cartucho y el OPC (órgano sensible fotoconductivo) se encuentren en compartimentos separados, cuando se agota el tóner solo se reemplaza el cartucho, pero en el caso de que el OPC esté dentro del cartucho se deben cambiar ambos, aumentando considerablemente el gasto. La situación es más crítica en el caso de las impresoras láser en color.
En las impresoras de chorro de tinta la vida útil del cartucho depende de la duración de la tinta, aunque muchos cartuchos se pueden rellenar de nuevo, lo que ayuda a reducir el gasto de comprar uno nuevo aunque el uso excesivo de un cartucho puede provocar que realice sus impresiones con menor calidad.

### Tinta
Existen dos tipos de tinta para impresoras:
1. Tinta penetrante de secado lento: se utiliza principalmente para impresoras monocromáticas.
2. Tinta de secado rápido: se usa en impresoras en color, ya que en estas impresoras, se mezclan tintas de distintos colores y estas se tienen que secar rápidamente para evitar la distorsión.

El objetivo de todo fabricante de tintas para impresoras es que sus tintas puedan imprimir sobre cualquier medio y para ello desarrollan casi diariamente nuevos tipos de tinta con composiciones químicas diferentes.

### Papel
Actualmente, cuando se quiere hacer una copia de alta calidad en una impresora se ha de usar papel satinado de alta calidad. Este papel resulta bastante caro y en el caso de querer hacer muchas copias en calidad fotográfica su costo sería muy alto. Por ello, los fabricantes desarrollan nuevas impresoras que permitan obtener impresiones de alta calidad sobre papel común.
Algunos fabricantes, como por ejemplo Epson, fabrican su propio papel.

## Posibles problemas de impresión

### Problemas con el papel
Si no se tiene cuidado a la hora de seleccionar el tipo de papel adecuado para la impresora o en el momento de colocar el papel pueden aparecer pequeños problemas. Puede que la mala colocación del papel de lugar a que la impresora no detecte el papel, para lo que bastará con volver a colocarlo bien. Esta mala colocación o una mala elección del papel también puede dar lugar a que durante la impresión se produzca un atasco debido a que la impresora ha tomado varias hojas a la vez, por lo que se debe ser cuidadoso a la hora de situar el papel en la bandeja y no se debe sobrecargar con mucho papel esta bandeja.

### Problemas de tinta
En ocasiones al imprimir documentos o fotografías pueden aparecer bandas horizontales que hacen empeorar la calidad de la impresión. Aunque este problema puede estar ocasionalmente relacionado con una mala elección del papel de impresión generalmente se debe a problemas de tinta en impresiones de inyección de tinta. Una causa posible es la configuración de calidad de la impresión, puesto que el documento puede requerir una configuración de mayor calidad de la impresora. Otras posibles causas pueden ser que la tinta del cartucho se está agotando o que los cabezales están sucios.

## Otras impresoras
Algunas otras clases de impresoras son importantes por razones históricas o para usos especiales, entre ellas están las siguientes:
- Impresoras de sublimación de tinta, usadas a veces para impresiones de alta calidad en color o fotográficas.
- Teletipo
- Impresora térmica (papel sensible al calor)
- Impresora térmica de cera (Xerox/Tektronix)
- Impresora térmica sobre papel metalizado (Sinclair ZX Printer, concebida para los Sinclair ZX80, Sinclair ZX81 y Sinclair ZX Spectrum)
- Microsphere (papel especial)
- Fotocopiadora multifunción